# San Patricio, Chiapas
San Patricio är en ort i Mexiko.   Den ligger i kommunen Sabanilla och delstaten Chiapas, i den sydöstra delen av landet, 700 km öster om huvudstaden Mexico City. San Patricio ligger 175 meter över havet och antalet invånare är 119.
Terrängen runt San Patricio är bergig åt sydväst, men åt nordost är den kuperad. San Patricio ligger nere i en dal. Runt San Patricio är det ganska tätbefolkat, med 96 invånare per kvadratkilometer. Närmaste större samhälle är Simojovel de Allende, 16,0 km söder om San Patricio. Trakten runt San Patricio består till största delen av jordbruksmark.